# Wycliff Kambonde
Wycliff Mathou Kambonde (ur. 10 stycznia 1988 w Walvis Bay) – namibijski piłkarz grający na pozycji pomocnika.

## Kariera klubowa
Karierę piłkarską Kambonde rozpoczął w klubie Blue Waters Walvis Bay. W jego barwach zadebiutował w 2006 roku w namibijskiej Premier League. W 2007 roku odszedł do południowoafrykańskiego Jomo Cosmos FC z miasta Johannesburg i grającego w Premier Soccer League. Przez 2 lata rozegrał w Jomo 4 mecze i latem 2009 odszedł z klubu. W latach 2009–2017 ponownie grał w Blue Waters, w którym zakończył karierę.

## Kariera reprezentacyjna
W reprezentacji Namibii Kambonde zadebiutował w 2008 roku. W tym samym roku został powołany do kadry na Puchar Narodów Afryki 2008. Tam był rezerwowym i rozegrał jedno spotkanie, z Gwineą (1:1). W kadrze narodowej wystąpił dwukrotnie, w 2008 roku.